# NASA AD-1

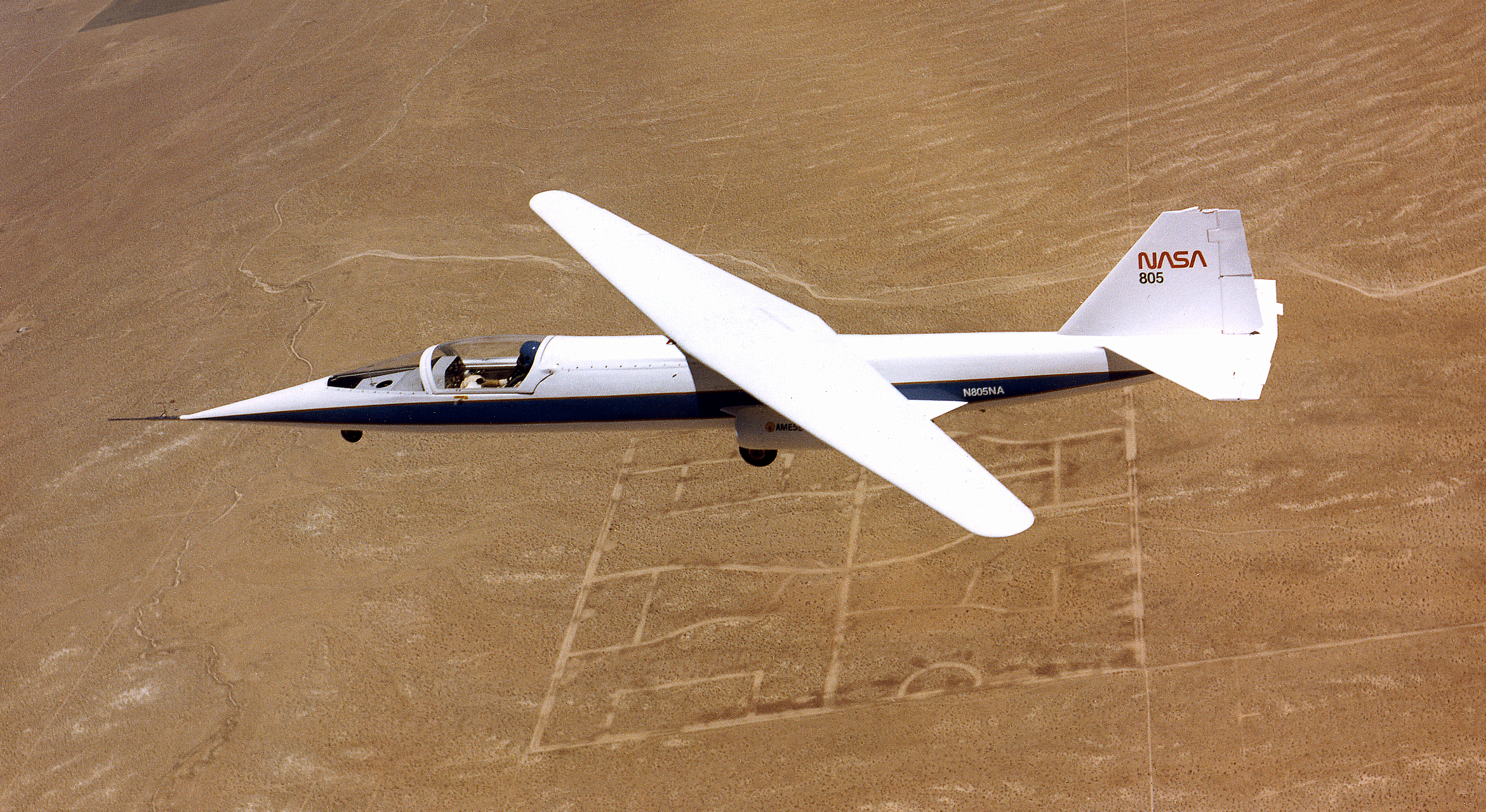
傾斜翼（Oblique wing）

NASA AD-1是1979~1982年間於美國加州慕洛克（艾德華）的航太總署德萊頓飛行研究中心（Dryden Flight Research Center）進行的飛行實驗計劃，成功的展示了能在飛行時作0度到60度變化的獨特斜向翼（Pivot-wing）設計。
AD-1（Ames Dryden-1）是一架次音速的小型研究機。這架飛機一共飛行過79次，展示了基本的斜向翼設計並成功的收集到了關於操控性能與不同速度和機翼傾斜角度的空氣動力學資訊。

## 資料來源
1. ↑  河也嘉之. . 楓書坊. 2010-12: 182–183. ISBN 9789866173264 （中文（臺灣））.